# Aurich-Oldendorf
Aurich-Oldendorf ist ein Ortsteil der Gemeinde Großefehn im Landkreis Aurich in Ostfriesland.

## Lage und Gebiet
Insgesamt bedeckt die Gemarkung eine Fläche von 2059 Hektar. Sie weist mit rund 13 Kilometern eine große Ost-West-Ausdehnung auf. Aurich-Oldendorf liegt auf Höhen zwischen etwa vier und fünf Metern über dem Meeresspiegel am südlichen Rand einer mit alten Plaggenböden überzogenen, bis acht Meter ansteigenden Insel aus Braunerde, die ihrerseits von Hoch- und Niedermoor umgeben ist.
Aurich-Oldendorf ist nicht Ortsteil der nördlichen Nachbarstadt Aurich wie sein Name vermuten lässt.

## Geschichte
Funde belegen die Anwesenheit von Menschen in der Bronzezeit. Belege für eine kontinuierliche Besiedlung gibt es jedoch nicht. Im Mittelalter gehörte Aurich-Oldendorf zu den Hooge Loogen und war Teil des Auricherlandes. Häuptling Ubbo Habben erbaute im 13. Jahrhundert eine Burg, von der um 1725 nur noch Reste vorhanden waren. Die örtliche Einraumkirche wurde wahrscheinlich um 1270 bis 1280 gebaut und war ursprünglich dem Heiligen Petrus oder Jakobus geweiht. Im 19. Jahrhundert waren große Teile der Einwohnerschaft sehr arm. Bedingt dadurch erfasste eine Auswanderungswelle das Dorf. Von 1852 bis 1913 verließen mindestens 78 Einzelpersonen und Familien Aurich-Oldendorf. In der Hauptsache waren es In der Regel junge, nicht erbeberechtigte Bauernsöhne, Kolonisten und Handwerker, die fortgingen. Viele suchten in den USA ihr Glück und ließen sich dort zunächst hauptsächlich in Texas nieder.
Am 1. Juli 1972 wurde Aurich-Oldendorf der neuen Gemeinde Großefehn zugeschlagen.

## Entwicklung des Ortsnamens
In einer Urkunde des Klosters Aland vom 7. September 1431 wird Aurich-Oldendorf als Aldathorp erstmals erwähnt. In dieser Urkunde geht es um einen Grunderwerb des Klosters in der Leybucht, die 20 Gemeindevertreter des heutigen südlichen Kreises Aurich unterschreiben. Später wurde es auch als to Oldenthorpe (1454) oder Oldendorf vor der Spetze bezeichnet. Der Name bedeutet Altes Dorf. Seit dem 18. Jahrhundert gibt es zur Unterscheidung von gleichnamigen Dörfern in Ostfriesland den Zusatz Aurich-.

## Politik
Der Ortsrat Aurich-Oldendorf setzt sich aus sieben Mitgliedern zusammen. Die Ortsratsmitglieder werden durch eine Kommunalwahl für jeweils fünf Jahre gewählt. Die aktuelle Amtszeit begann am 1. November 2021 und endet am 31. Oktober 2026.
Bei der Kommunalwahl 2021 ergab sich folgende Sitzverteilung:
| Ortsrat 2021Insgesamt 7 Sitze - SPD: 5 - CDU: 2 |

## Persönlichkeiten
- Die Schriftstellerin Martha Köppen-Bode (* 10. November 1866; † 3. Juni 1958) wurde in Aurich-Oldendorf geboren. Ihre Werke, wie Romane, Gedichte und Bühnenstücke erlangten überregionale Bedeutung. In ihren in Hochdeutsch verfassten Romanen, die stark heimatverbunden sind, ließ sie ihre Romanfiguren Plattdeutsch reden, sobald sie die wörtliche Rede verwendete. Außer als Autorin trat Martha in der Gemeinde Warsingsfehn, Ehefrau des langjährig amtierenden Pastors Paul Köppen (1867–1959), sozial engagiert in Erscheinung. Ihr Ehemann übersetzte das biblische Buch Hiob ins Plattdeutsche.
- Der Jurist, Politiker und Minister des Landes Niedersachsen Johann-Tönjes Cassens (* 30. Oktober 1932; † 19. August 2022 in Hannover) wurde hier geboren.